# Шубный кожеед
Шубный кожеед, или меховой кожеед (лат. Attagenus pellio) — это вид жуков-кожеедов.

## Описание
Тело жука овальное длиной 4—6 мм. Голова и грудь чёрного цвета, а надкрылья — коричневого с белыми волосками. Шубный кожеед — довольно распространённый синантропный вид кожеедов. Живёт в том числе в жилищах, питаясь органическими остатками в домашней пыли. Поэтому наряду с ковровым и коровяковым относится к так называемым ковровым жукам.